# Шанс (магазины бытовой техники)
Сеть магазинов бытовой техники «Шанс» — принадлежавшая ЗАО «Шанс Групп» сеть магазинов бытовой техники и электроники в Центральном федеральном округе России, основана в 1991 году. Центральный офис — в городе Старый Оскол, Белгородская область.
В конце 2012 года компания «Шанс» полностью разорилась и находится в стадии банкротства.

## История
Компания «ШАНС» создана в Старом Осколе в 1991 году. 
В 2005 году компания проводила стратегию по региональному развитию в областных центрах и городах Центрально-Чернозёмного региона c населением более 150 тыс. чел.
В качестве приоритетного формата был определён супермаркет с торговой площадью от 1 300 до 1 500 кв.м., как наиболее подходящий для быстрого вхождения в новые регионы и оперативного расширения сети. В 2005 году компания открыла 5 магазинов, в том числе 3 в формате супермаркет, выйдя на рынки Белгорода и Курска. Совокупная торговая площадь магазинов составила 7,1 тыс. кв.м., годовая выручка достигла 981 млн руб.
В 2006 году компания продолжила расширение торговой сети в Белгородской, Курской и Воронежской областях, а также вышла на рынок Липецкой области. Всего в 2006 г. было открыто 14 супермаркетов, а торговая площадь сети выросла в 3 раза до 21,7 тыс. кв.м., выручка розничной сети составила 1 946 млн руб., увеличившись в 2 раза по сравнению с прошлым годом.
В начале 2007 года компания начала использовать арендованный распределительный центр площадью 7,3 тыс. кв.м., а концу года компанией был построен собственный распределительный центр площадью 7,5 тыс. кв.м. Также компания вышла на рынки Орловской и Тамбовской областей. Всего в 2007 году было открыто 10 супермаркетов, количество магазинов составило 35.
С начала 2010 года компанией было открыто 15 новых магазинов в разных областях Российской Федерации.